# Cleora proemia
Cleora proemia är en fjärilsart som beskrevs av Louis Beethoven Prout 1917. Cleora proemia ingår i släktet Cleora och familjen mätare. Inga underarter finns listade i Catalogue of Life.